# Le Fils de Rambow
Pour plus de détails, voir Fiche technique et Distribution.
Le Fils de Rambow (Son of Rambow) est une comédie franco-germano-britannique de Garth Jennings sortie en 2007.

## Synopsis
Année 1982. Will Proudfoot est un jeune garçon élevé dans une communauté religieuse très stricte : il n'a pas le droit de regarder la télévision, ni d'aller au cinéma. Mais arrive le jour où son copain Lee Carter lui montre une version piratée du film Rambo. Subjugués par ce film, Will et Lee décident de réaliser leur remake des aventures de John Rambo. 
Leur version fait un tabac auprès de leurs camarades. Mais c'était sans compter Didier Revol, un correspondant français dont l'arrivée sème le trouble.

## Fiche technique
- Titre : Le Fils de Rambow
- Titre original : Son of Rambow
- Réalisation : Garth Jennings
- Scénario : Garth Jennings
- Direction artistique : Robyn Paiba
- Décors : Joel Collins
- Costumes : Harriet Cawley
- Photographie : Jess Hall (en)
- Montage : Dominic Leung
- Musique : Joby Talbot
- Distribution : Optimum Releasing
- Budget : 4,5 millions £[1]
- Pays d'origine :  France,  Allemagne,  Royaume-Uni
- Langue : français, anglais
- Format : couleur • 2.35:1 • 35mm • SDDS • DTS • Dolby Digital
- Genre : comédie
- Durée : 96 minutes
- Date de sortie : 2007

## Distribution
- Bill Milner (en) : William « Will » Proudfoot
- Will Poulter : Lee Carter
- Neil Dudgeon (VF : Stéphane Bazin) : frère Joshua
- Adam Godley (VF : Yann Guillemot) : Brethren Leader
- Jessica Hynes (VF : Virginie Méry) : Mary Proudfoot
  - Imogen Aboud : Mary, jeune
- Anna Wing (en) : Grand-mère
- Charlie Thrift (VF : Arthur Pestel) : Duncan Miller
- Zofia Brooks : Tina
- Tallulah Evans : Jess Proudfoot
- Jules Sitruk (VF : Nathanel Alimi) : Didier Revol
- Ed Westwick (VF : Alexis Tomassian) : Lawrence Carter
- Eric Sykes : Frank
- Asa Butterfield : Brethren Boy
- Adam Buxton : Mike, le professeur de chimie
- Paul Ritter (VF : Julien Kramer) : Keith, le professeur de géographie
- Edgar Wright : le professeur de métallurgie
- Émilie Chesnais : le professeur de français
- Finola McMahon : Gail Graham
- Rachel Mureatroyd : Marie Plante
- Taylor Richardson : David Smart
- Peter Robinson : Lucas Dupont
- James Clarke : Shaun
- Sylvester Stallone (VF : Alain Dorval) : John Rambo (à la télévision - images d'archive non crédité)
- Richard Crenna (VF : Marc Cassot) : le colonel Samuel Trautman (à la télévision - images d'archive non crédité)
- Brian Dennehy (VF : Gabriel Le Doze) : le shérif Will Teasle (à la télévision - images d'archive non crédité)

 Source et légende : version française (VF) sur RS Doublage et selon le carton du doublage français.

## Sortie
- En France, le film est sorti directement en DVD. Il est sorti en salles au Royaume-Uni, Allemagne, Israël, Australie, Grèce, Autriche, Pays-Bas, Portugal[3]...
- Le film a été présenté dans de nombreux festivals : Festival du film de Sundance, Festival du film de Newport Beach, Festival international du film de Seattle, Festival international du film de Toronto, Festival du film de Glasgow, Festival du film de Floride, Festival du film de Minneapolis, Festival international du film RiverRun, Festival international du film de Locarno, Festival du film d'Athènes, Festival international du film de Helsinki, Festival du film de Zagreb[3].

## Tournage
Le film a été tourné en Angleterre :
- dans le comté de Hertfordshire : Berkhamsted, Little Gaddesden
- dans le comté de Hampshire : Farnborough
- dans le comté de Kent : Sandwich

## Autour du film
- La femme du réalisateur Garth Jennings joue dans le film le rôle d'une infirmière qui soigne le bras de Will à l'hôpital[5].
- Les séquences animées du film ont été créés par David OReilly.